# Frank Peard
Frank Peard (* Oktober 1919; † 22. September 2019) war ein irischer Badmintonspieler.

## Karriere
Frank Peard gewann 1948 sowohl die Scottish Open als auch die Irish Open. 1949 siegte er erstmals bei den nationalen Titelkämpfen. Insgesamt siegte er bis 1962 18-mal national, fünfmal in Schottland und viermal bei den Irish Open.
Peard bestritt am 2. November 1948 die allererste Begegnung im Thomas Cup, der Mannschaftsweltmeisterschaft. In Kopenhagen unterlag er dem Dänen Jörn Skaarup 3:15, 2:15 (Irland – Dänemark 0:9).

## Sportliche Erfolge
| Saison | Veranstaltung                 | Disziplin    | Platz | Name                           |
| ------ | ----------------------------- | ------------ | ----- | ------------------------------ |
| 1948   | Scottish Open                 | Herrendoppel | 1     | T. L. Henry / Frank Peard      |
| 1948   | Irish Open                    | Herrendoppel | 1     | Noel B. Radford / Frank Peard  |
| 1949   | Scottish Open                 | Herrendoppel | 1     | T. L. Henry / Frank Peard      |
| 1949   | Scottish Open                 | Herreneinzel | 1     | Frank Peard                    |
| 1949   | Irland: Einzelmeisterschaften | Herrendoppel | 1     | Jim FitzGibbon / Frank Peard   |
| 1950   | Northern Championships        | Herreneinzel | 1     | Frank Peard                    |
| 1950   | Irland: Einzelmeisterschaften | Herreneinzel | 1     | Frank Peard                    |
| 1950   | Irland: Einzelmeisterschaften | Mixed        | 1     | Frank Peard / B. I. Donaldson  |
| 1950   | Irish Open                    | Herreneinzel | 1     | Frank Peard                    |
| 1950   | Scottish Open                 | Herreneinzel | 1     | Frank Peard                    |
| 1950   | Irish Open                    | Herrendoppel | 1     | Frank Peard / James FitzGibbon |
| 1950   | Irland: Einzelmeisterschaften | Herrendoppel | 1     | James FitzGibbon / Frank Peard |
| 1951   | Irland: Einzelmeisterschaften | Herreneinzel | 1     | Frank Peard                    |
| 1951   | Irland: Einzelmeisterschaften | Mixed        | 1     | Frank Peard / B. I. Donaldson  |
| 1951   | Irland: Einzelmeisterschaften | Herrendoppel | 1     | James FitzGibbon / Frank Peard |
| 1951   | Scottish Open                 | Herreneinzel | 2     | Frank Peard                    |
| 1951   | Scottish Open                 | Herrendoppel | 2     | James FitzGibbon / Frank Peard |
| 1952   | Irland: Einzelmeisterschaften | Herrendoppel | 1     | James FitzGibbon / Frank Peard |
| 1952   | Irland: Einzelmeisterschaften | Mixed        | 1     | Frank Peard / B. I. Donaldson  |
| 1952   | Irland: Einzelmeisterschaften | Herreneinzel | 1     | Frank Peard                    |
| 1953   | Irland: Einzelmeisterschaften | Mixed        | 1     | Frank Peard / B. I. Donaldson  |
| 1953   | Irland: Einzelmeisterschaften | Herreneinzel | 1     | Frank Peard                    |
| 1953   | Irland: Einzelmeisterschaften | Herrendoppel | 1     | James FitzGibbon / Frank Peard |
| 1954   | Irland: Einzelmeisterschaften | Herrendoppel | 1     | James FitzGibbon / Frank Peard |
| 1954   | Irish Open                    | Herrendoppel | 1     | Frank Peard / James FitzGibbon |
| 1955   | Scottish Open                 | Herrendoppel | 1     | Frank Peard / James FitzGibbon |
| 1955   | Irland: Einzelmeisterschaften | Mixed        | 1     | Frank Peard / B. I. Donaldson  |
| 1955   | Irland: Einzelmeisterschaften | Herrendoppel | 1     | James FitzGibbon / Frank Peard |
| 1961   | Irland: Einzelmeisterschaften | Herrendoppel | 1     | James FitzGibbon / Frank Peard |
| 1962   | Irland: Einzelmeisterschaften | Herrendoppel | 1     | James FitzGibbon / Frank Peard |